# یخچال طبیعی بالهتو
یخچال طبیعی بالهتو (به لاتین: Balletto Glacier) یک یخچال طبیعی در تانزانیا است که در Mount Kilimanjaro, Tanzania واقع شده‌است.